# Ścieżka dźwiękowa

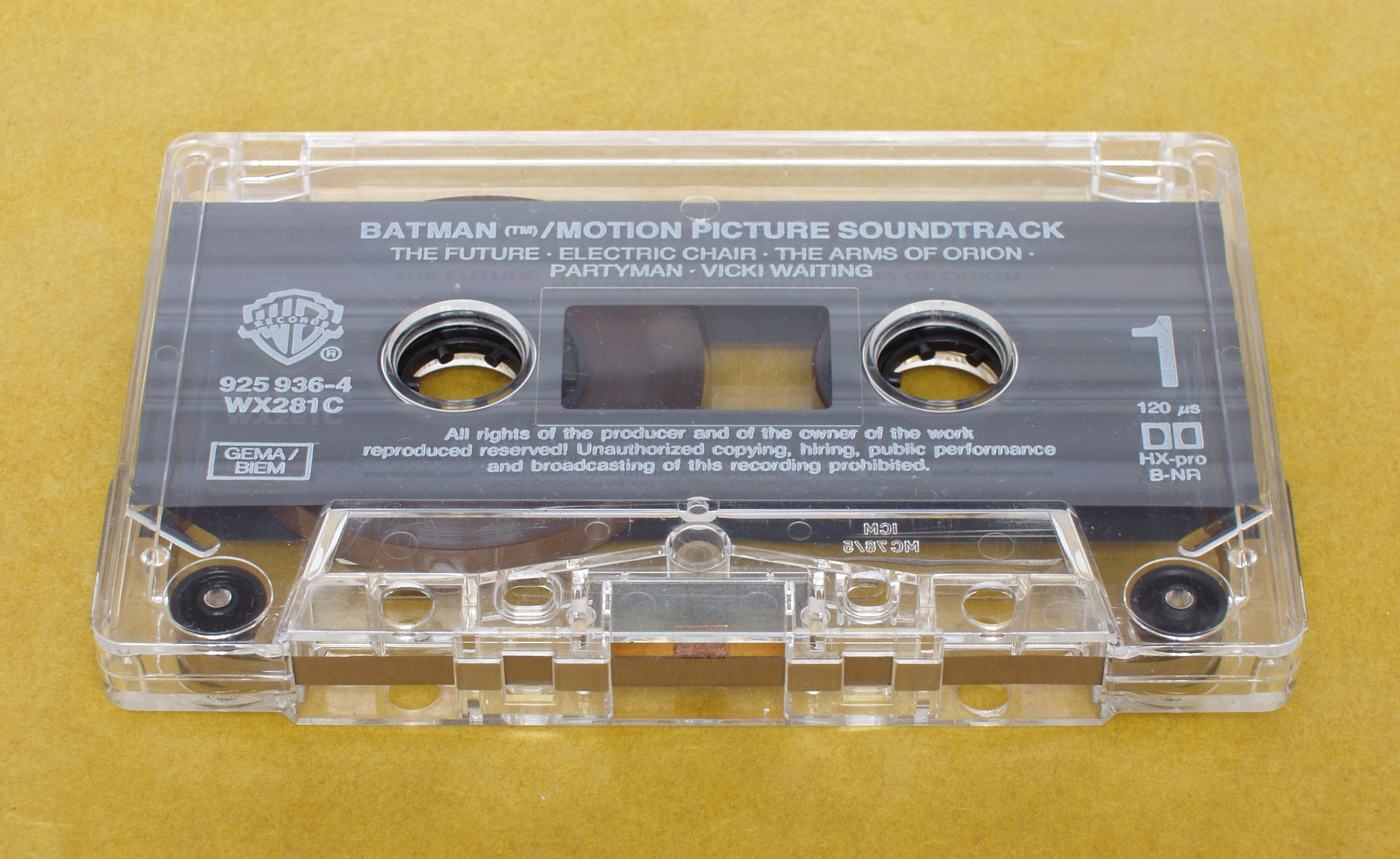
Kaseta magnetofonowa ze ścieżką dźwiękową z filmu Batman

Ścieżka dźwiękowa – zapis motywu lub całej ścieżki dźwiękowej utworu muzycznego, która pojawia się w filmie lub grze komputerowej, jak również wydania płytowe złożone z kolekcji takich utworów. Dotyczy ona głównie ilustracji muzycznych, ale również jest to zapis konkretnych utworów, które zostały przygotowane specjalnie na potrzeby filmu lub gry (ang. Original Soundtrack, OST).